# Nomada rubi
Nomada rubi là một loài Hymenoptera trong họ Apidae. Loài này được Swenk mô tả khoa học năm 1915.